# 佩德罗西略德洛赛雷斯
佩德罗西略德洛赛雷斯，是西班牙卡斯蒂利亚-莱昂萨拉曼卡省的一个市镇。 总面积70平方公里，总人口439人（2001年），人口密度6人/平方公里。